# The Massively Mixed-Up Middle School Mystery
Массово запутанная тайна средней школы (с англ. — «The Massively Mixed-Up Middle School Mystery») — американский комедийный телефильм срежессированный братьями Уиллом и Аароном Айзенбергами. Показ телефильма состоялся на телеканале Nickelodeon 1 августа 2015 года.

## Сюжет
В результате пранка директор Спеклер оказывается под водой. Директор грозится отменить танцы если преступник не сдастся сам. Тройка друзей Эверетт, Алиса и Райли берётся за это дело и обещает директору найти шутника.

## В ролях
- Гаррет Райан[кор.] в роли Эверетта Тибблса
- Адам Хохстеттер в роли Райли Кинг
- Хейли Тджу в роли Алисы Перри
- Бриэнн Тджу[англ.] в роли Габи Перри
- Дженна Ортега в роли Елены Мендосы
- Натаниэль Потвин[англ.] в роли Скотти Когана
- Ричард Балин в роли директора Спеклера
- Эшли Николь Грин в роли Кариссы Доннелли
- Celestial в роли секретаря Джанис
- Кейд Кэнон Болл в роли Лайла Спитца
- Аарон Айзенберг в роли Дэвида
- Санни Мэй Алиссон в роли Селфи Сэма
- Эрик Осовский в роли Стэнли Бермана
- Куинн Эллин Мартин в роли Пенелопы Племенс

## Производство
Проект изначально имел рабочее название Junior Eye. В сентябре 2013 года президент по контенту Nickelodeon Рассел Хикс объявил о запуске на телеканале двух новых мультсериалов и четверых пилотных проектов. 1 августа 2015 года состоялся показ телефильма на телеканале Nickelodeon.